# Hieracium tephrosoma
Hieracium tephrosoma là một loài thực vật có hoa trong họ Cúc. Loài này được (Nägeli & Peter) Zahn mô tả khoa học đầu tiên năm 1901.